# Muñalén
Muñalén es una aldea y una parroquia española del concejo de Tineo, en Asturias.  

## Geografía
La parroquia se sitúa al noroeste de la capital del concejo. Se llega por la carretera TI-8 desde la AS-219 (Navelgas) o desde la AS-359 (Fastias).

## Historia
Hacia mediados del siglo XIX, la parroquia, ya por entonces perteneciente al municipio de Tineo, tenía contabilizada una población de 340 habitantes. Aparece descrita en el undécimo volumen del Diccionario geográfico-estadístico-histórico de España y sus posesiones de Ultramar de Pascual Madoz con las siguientes palabras:

MUÑALEN (Sta. Maria): felig. en la prov. y dióc. de Oviedo (14 leg.), part. jud. de Cangas de Tineo (3), ayunt. de Tineo (3). sit. á la izq. del r. Barcena ó Canero, la combaten los vientos S. y NE., el clima es bastante saludable pues no se padecen otras enfermedades comunes, que calenturas estacionales y tabardillos. Tiene 60 casas distribuidas en los l. de Barrero, Folgueras de Muñalen, Teso, Valles, Vega de Muñalen y el de su nombre; y escuela de primeras letras, frecuentada por indeterminado número de niños, cuyo maestro no tiene dotacion fija. La igl. parr. (Sta. Maria), está servida por un cura de primer ascenso, y patronato real: el cementerio se halla junto á dicha igl. Hay tambien 2 ermitas dedicadas á San Lorenzo y la Purísima Concepcion. Confina el térm. N. Naraval; E. Calleras; S. San Fructuoso, y O. Navelgas: su estension es la de 2,000 varas de N. á S., y 3,000 de E. á O., brotan en él 3 fuentes de aguas frescas y saludables, de las cuales se surten los vec. para los usos domésticos, juntamente con las de 3 arroyos que cruzan por dicho térm. El terreno participa de monte y llano y es de buena calidad: los montes que le rodean crian algunos robles; argomas y otros arbustos; hay algunos sotos arbolados y varios prados naturales. Los caminos se dirigen á Calleras, Navelgas, San Fructuoso, Naraval y Luarca: el correo se recibe en la cap. del part. prod.: trigo, maiz, centeno, habas, mijó, patatas, castañas y pastos: se cria ganado vacuno y lanar; hay caza de perdices y palomas torcaces, y pesca de truchas. ind.: la agricultura y 2 molinos harineros. pobl.: 64 vec., 340 almas. contr.: con su ayunt. (V.)
(Madoz, 1848, p. 689)

## Demografía
En 2024, la entidad colectiva de población de Muñalén tenía empadronados 66 habitantes, repartidos entre las entidades singulares de población de Folgueras de Muñalén (con 10), Muñalén (con 40) y Vega de Muñalén (con 16).